# Howard Hughes
Howard Robard Hughes jr. (Humble, 24 december 1905 – Houston, 5 april 1976) was een Amerikaans piloot, filmproducent en -regisseur, vliegtuigbouwer, playboy, excentriekeling, filantroop en kluizenaar. Zijn bekendheid dankt hij vooral aan zijn verhoudingen met bekende actrices en zijn excentrieke gedrag op latere leeftijd, wat destijds breed werd uitgemeten in de pers. Daarnaast verbrak hij verschillende snelheidsrecords voor vliegtuigen en bouwde hij Trans World Airlines uit tot een van de grotere Amerikaanse luchtvaartmaatschappijen. Hij was in zijn tijd een van de rijkste mensen ter wereld.

## Jeugd en Hollywood

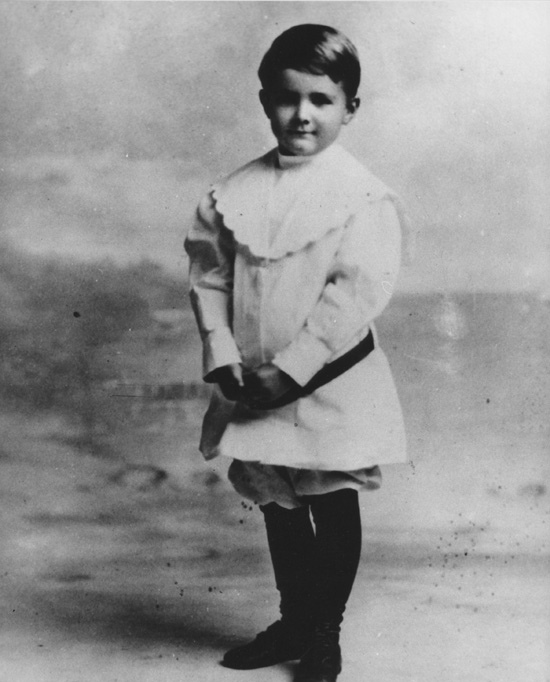
Howard Hughes in zijn kinderjaren

Zijn geboorteplaats staat niet vast; volgens sommige bronnen is hij geboren in de plaats Humble en volgens andere in Houston. Zijn moeder was Allene Gano en zijn vader Howard Robard Hughes senior. Op 25 januari 1925 noteerde hij dat hij de beste golfspeler van de wereld wilde worden, de beste piloot en de bekendste filmproducent. Zijn vader Howard R. Hughes sr. had een met diamant bezette boorkop voor het boren naar aardolie uitgevonden. Hughes senior verkocht zijn uitvinding niet, maar gaf die in bruikleen en kreeg geld voor elke keer dat de boorkop werd gebruikt.
Zijn moeder overleed in 1922, toen Hughes zestien was. Terwijl hij in 1924 studeerde aan het Rice Institute (later bekend als Rice University), overleed zijn vader. Op negentienjarige leeftijd erfde hij zo diens zeer winstgevende Hughes Tool Company. Hij zou via een rechter die hij kende van de golfclub hebben geregeld dat hij wettelijk als volwassene werd beschouwd. Hij kon daardoor rechtstreeks beschikken over de 800.000 dollar die hij had geërfd. Hughes gaf zijn studie op en werd directeur van het bedrijf.
Nog datzelfde jaar verhuisde hij naar Hollywood, met Ella Rice die hij in Houston had leren kennen. Ze trouwden in 1925 (de echtscheiding volgde in 1929). Hughes werd filmproducent. Zijn films The Racket uit 1928 en The Front Page uit 1931 werden genomineerd voor een Oscar. Hughes produceerde ook de film Hell's Angels (1930), waarvoor hij het scenario schreef en de regie deed en Scarface (1932). Voor Jane Russell liet hij een speciale push-upbeha ontwerpen. Zowel met deze film als met Scarface kreeg Hughes problemen met de Amerikaanse filmkeuring.
Hughes had verhoudingen met diverse actrices, onder wie Katharine Hepburn (twee jaar), Bette Davis, Jean Harlow en Ava Gardner. Ook met Ginger Rogers en Gloria Vanderbilt, beiden 18 jaar, heeft hij een verhouding gehad.

## Hughes, piloot en vliegtuigbouwer
Hughes was gedurende zijn hele leven een luchtvaartgek, een piloot en een autodidactisch luchtvaarttechnisch ontwerper. Hij begon in 1932 in Burbank de Hughes Aircraft Company, als subdivisie van de Hughes Tool Company. Hij vestigde diverse wereldrecords en ontwierp en bouwde diverse vliegtuigen, terwijl hij aan het hoofd stond van Hughes Aircraft. Hij vestigde op 19 januari 1937 een nieuw record door in 7 uur, 28 minuten en 25 seconden van Los Angeles naar New York te vliegen en op 10 juli 1938 een nieuw record door in 91 uur rond de wereld te vliegen. In datzelfde jaar werd de Houston Municipal Airport in Houston van naam veranderd in Howard Hughes Airport, maar de naamswijziging werd teruggedraaid na protesten tegen het noemen van de luchthaven naar een nog levende persoon. De huidige naam is Houston William P. Hobby Airport.

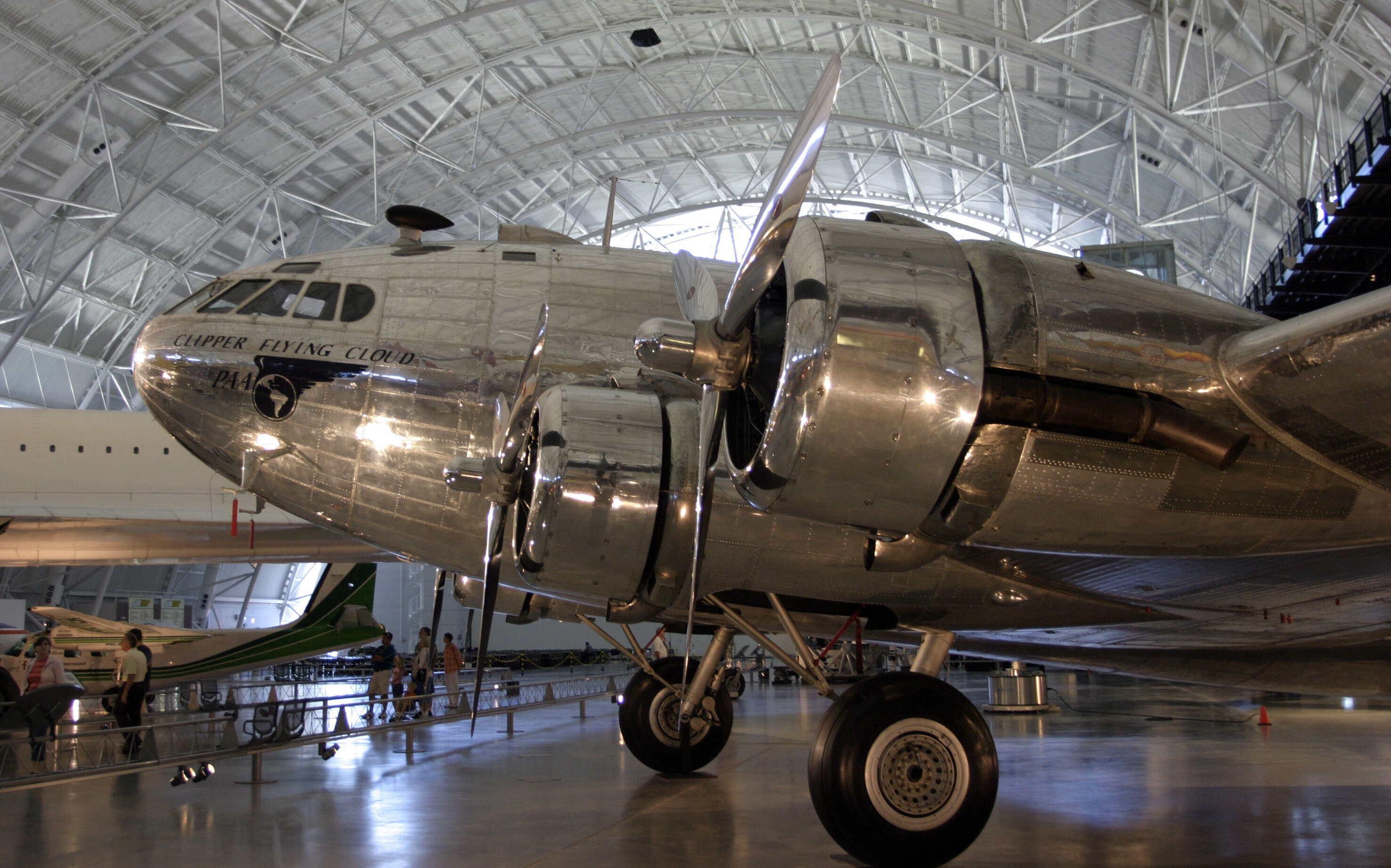
Boeing 307 Stratoliner in Washington D.C.

William John Frye, een voormalige Hollywood stuntpiloot, die directeur werd van de luchtvaartmaatschappij Transcontinental and Western Airlines TWA, plaatste in 1938 een order voor de nieuwe Boeing 307 Stratoliner, het eerste passagierstoestel met een drukcabine. TWA werd in 1950 veranderd in Trans World Airlines. Frye haalde Hughes, die ook enthousiast was voor alles dat met vliegtuigen had te maken, over om deze aankoop te financieren. Hierdoor werd Hughes in april 1939 de grootste aandeelhouder van TWA. Gedurende de jaren veertig en vijftig bleef TWA inzetten op de meest geavanceerde vliegtuigen, voor een groot deel dankzij de interesse van Hughes in de ontwikkeling van vliegtuigen. De luchtvaartmaatschappij groeide onder zijn leiding aanzienlijk. Er staat in het Steven F. Udvar-Hazy Center van het National Air and Space Museum in Washington D.C. een Boeing 307 Stratoliner tentoongesteld.

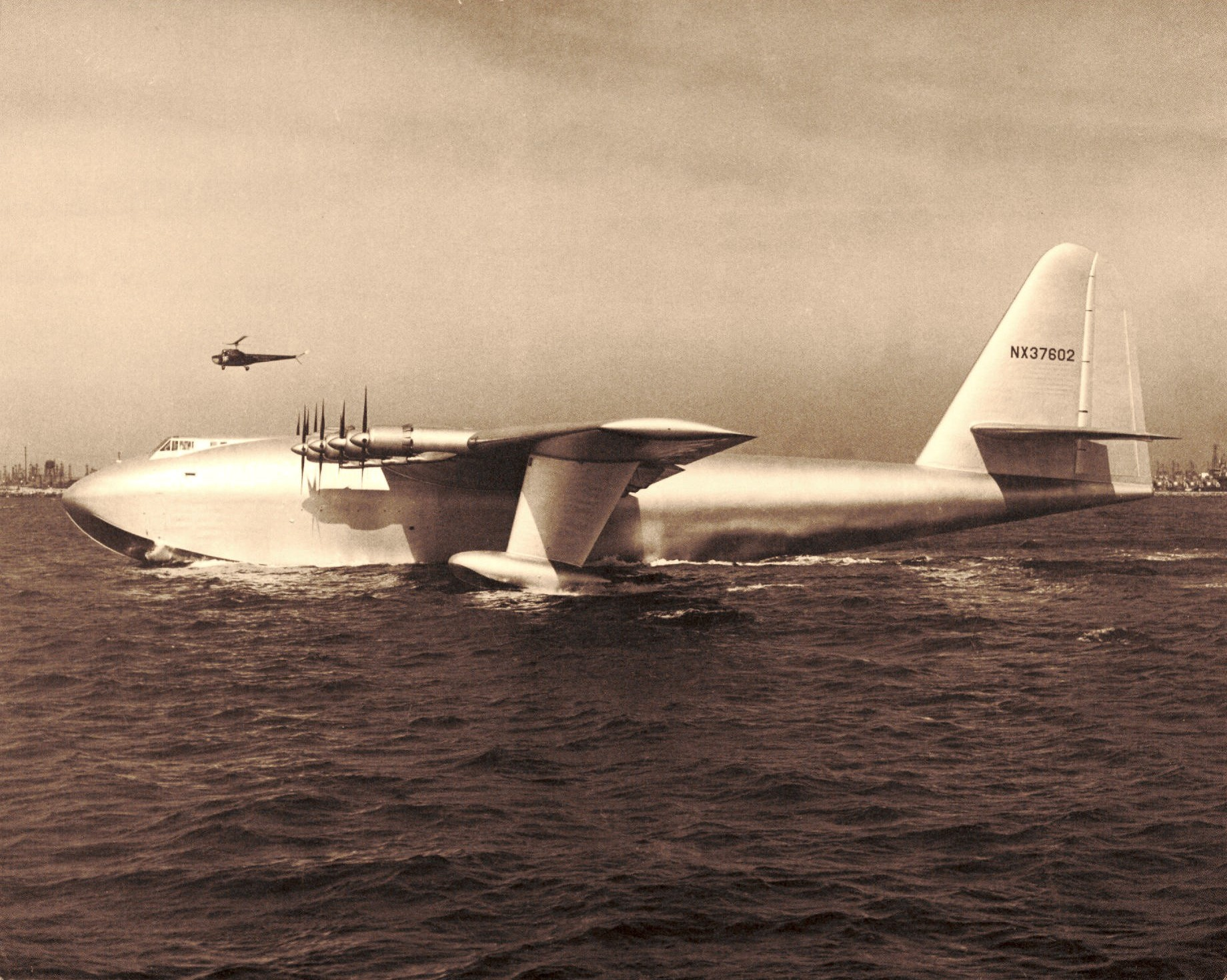
De Spruce Goose, Hercules-H4

Hughes maakte op 7 juli 1946 de eerste proefvlucht met het experimentele vliegtuig XF-11. Onderdeel van zijn vluchtplan was een rondvlucht boven Los Angeles om het nieuwe toestel te laten zien. Door een olielek ging een van de tegengesteld draaiende propellers andersom draaien. Hughes probeerde het toestel te redden door een noodlanding te maken op het golfterrein van de Los Angeles Country Club. Enkele seconden voor de landing daalde het toestel sterk en vervolgens stortte het neer in de woonbuurt rond de Country Club. Het toestel raakte drie huizen en vervolgens explodeerden de brandstoftanks waardoor een huis en het gebied eromheen in brand vlogen. Hughes kwam naast het vliegtuig terecht en werd daar door een sergeant van de Amerikaanse mariniers gered, die in het huis ernaast op bezoek was. Hughes had een sleutelbeen en zes ribben gebroken en had derdegraads brandwonden. Het letsel had tot zijn dood invloed op hem en velen schrijven zijn latere verslaving aan opiaten toe aan de hoge dosering morfine die hij na het ongeluk kreeg voorgeschreven. Zijn kenmerkende snor die hij later in zijn leven droeg was een poging om een klein litteken in zijn gezicht te verbergen.
Een van zijn grootste ondernemingen was de H-4 Hercules, bijgenaamd de Spruce Goose, de vurenhouten gans, een enorm watervliegtuig dat vlak na de Tweede Wereldoorlog werd voltooid. De Hercules maakte maar een vlucht, in 1947 met Hughes aan de stuurknuppel. Het toestel was aanvankelijk door de Amerikaanse regering besteld voor gebruik tijdens de Tweede Wereldoorlog, maar was niet op tijd klaar. Hughes werd opgeroepen om te getuigen voor een onderzoekscommissie van de senaat. Hij moest uitleggen waarom het toestel niet al tijdens de oorlog aan de United States Air Force was geleverd. De commissie ging echter uiteen zonder een eindrapport te hebben afgeleverd. Hughes wilde het contract dat hij had nakomen. Omdat de Amerikaanse regering hem vrijwel geen metaal ter beschikking stelde, bouwde hij het toestel grotendeels van berkenhout. Het vliegtuig was jarenlang in Long Beach te zien, naast de Queen Mary en werd ten slotte naar McMinnville in Oregon gebracht, waar het tegenwoordig deel in het Evergreen Aviation Museum is te zien.

## Hughes na de oorlog

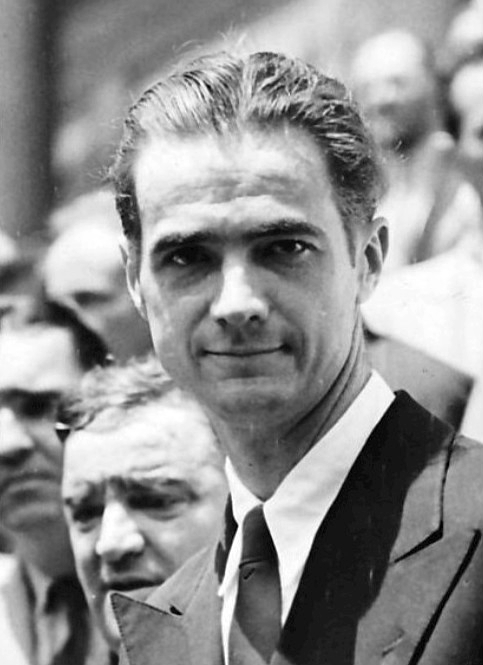
Hughes in 1938

In 1948 kocht Hughes de filmstudio RKO die in financiële problemen was geraakt. Hij bemoeide zich met de filmproductie en legde zelfs het filmen voor weken of maanden stil. RKO werd in 1955 verkocht; de keten van bioscopen van RKO werd afgesplitst wegens een kartelzaak.
Medio jaren 50 kwam TWA, waarin hij een meerderheidsbelang had, in financiële problemen. Het luchtvaartbedrijf had te lang vastgehouden aan propellervliegtuigen en Hughes besloot de achterstand met een grote order weg te werken. Hij bestelde 130 Boeing 707 straalverkeersvliegtuigen voor 300 miljoen dollar, maar TWA had hier geen geld voor. De andere aandeelhouders kwamen in opstand en klaagden Hughes aan bij de rechter voor slecht bestuur. In 1961 kregen ze gelijk en Hughes werd verplicht de anderen schadeloos te stellen. De problemen waren hiermee niet voorbij, in 1965 stonden de twee partijen weer voor de rechter. Deze keer veroordeelde de rechter Hughes tot de verkoop van zijn aandelen TWA.
Na de oorlog bouwde Hughes zijn Hughes Aircraft om tot een bedrijf voor defensieopdrachten. Delen van het bedrijf kwamen bij McDonnell Douglas terecht en ten slotte bij Boeing toen de twee bedrijven samengingen. Het restant van Hughes Aircraft werd in 1998 aan Raytheon verkocht.

## Howard Hughes Medical Institute
In 1953 stichtte Hughes het Howard Hughes Medical Institute in Delaware. Het werd opgericht voor fundamenteel biomedisch onderzoek. De bedoeling was, in Hughes' woorden, de "oorsprong van het leven zelf" te doorgronden. Door velen werd het instituut beschouwd als een soort belastingvrijhaven voor Hughes. Hij gaf al zijn aandelen in Hughes Aircraft Company aan het instituut, waardoor het defensiebedrijf een charitatieve instelling was geworden die was vrijgesteld van het betalen van belasting. Het gevolg was een langdurige juridische strijd tussen Hughes en de Amerikaanse belastingdienst die ten slotte door Hughes werd gewonnen. Na Hughes' dood in 1976 groeide het instituut uit tot een van de belangrijkste filantropische instellingen voor onderzoek op het gebied van biologie en medicijnen.
In 1957 trouwde Hughes met actrice Jean Peters.
Kort voor de presidentsverkiezingen van 1960 raakte de reputatie van Richard Nixon beschadigd door onthullingen over een bedrag van 205.000 dollar dat Hughes aan een broer van Nixon had geleend en dat nooit was terugbetaald.

## Glomar Explorer

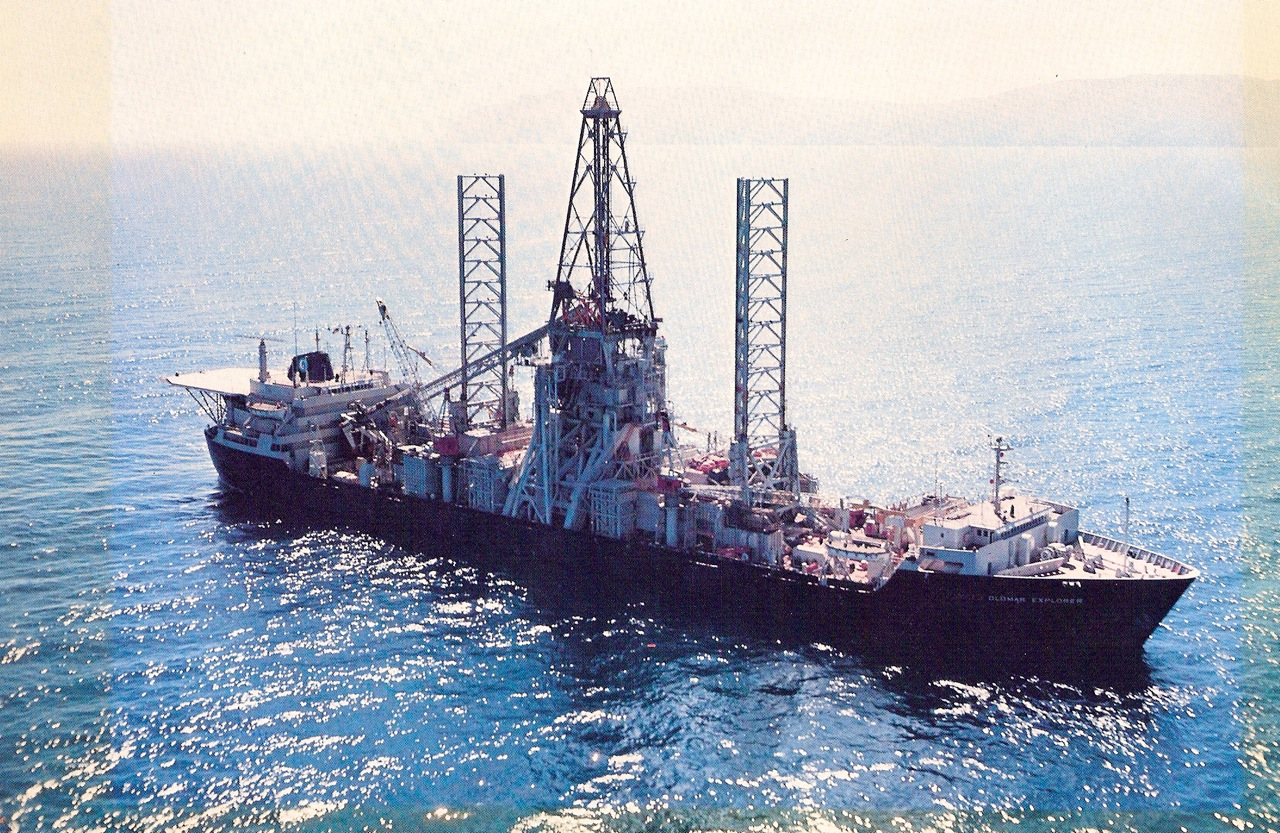
De Hughes Glomar Explorer

In 1972 werd Hughes door de CIA benaderd om te helpen bij het heimelijk bergen van een Sovjet-Russische onderzeeboot die vier jaar eerder bij Hawaï was gezonken. Uit de samenwerking ontstond de Hughes Glomar Explorer, een bergingsschip dat speciaal voor deze operatie werd ontwikkeld. Nu Hughes meewerkte kon de CIA een aannemelijk klinkende cover story vertellen. Het schip van Hughes was volgens dit verhaal bedoeld voor onderwateronderzoek op zeer grote diepte en voor het winnen van mangaanknollen.
In de zomer van 1974 probeerde de Glomar Explorer de onderzeeboot te bergen. Als gevolg van een mechanisch defect in de grijper zou de helft van de onderzeeboot zijn afgebroken. Twee torpedo's met kernkoppen en enkele codeermachines voor versleutelde communicatie konden wel worden gered. Er wordt echter wel gedacht dat in werkelijkheid het hele schip werd geborgen en dat de CIA door desinformatie de Sovjets in de waan wilde brengen dat de berging grotendeels was mislukt.
De operatie, die de codenaam Project Jennifer had gekregen, raakte in februari 1975 bekend doordat inbrekers in juni 1974 geheime documenten uit het hoofdkwartier van Hughes in Los Angeles hadden meegenomen. Deze documenten hadden een rol moeten spelen in een gerechtelijk onderzoek naar Hughes, diens overname van een luchtvaartmaatschappij en een mogelijk verband tussen deze overname en de inbraak in Watergate. Hughes documenteerde alles over zijn contacten met politici en regeringsinstanties.

## Hughes de kluizenaar
Aan het eind van de jaren vijftig of misschien zelfs eerder, vertoonde Hughes symptomen van een obsessieve-compulsieve stoornis (OCS). De eens zo flitsende verschijning verdween uit het openbare leven en werd een mysterie. De media volgden geruchten over zijn verhuizingen en gedrag. Volgens diverse geruchten was Hughes terminaal ziek, of geestelijk instabiel, of zelfs dood en vervangen door iemand die zich voor hem uitgaf.
Er hadden zich al eerder symptomen van een obsessieve-compulsieve stoornis voorgedaan. In de jaren dertig vertelden zijn vrienden al dat Hughes geobsedeerd was door de afmetingen van erwten, een van de dingen die hij graag at en dat hij een speciale vork gebruikte om ze op grootte te sorteren voor hij ze opat. Toen hij producent was van The Outlaw, raakte Hughes geobsedeerd door een klein foutje in een van Jane Russells blouses. Volgens Hughes bobbelde stof bij een naad waardoor het leek (voor Hughes althans) alsof Russell op elke borst twee tepels had. Hij schreef een gedetailleerd memo over de oplossing van dit probleem.
Door zijn smetvrees en paranoia werd hij mensenschuw en ging hij zich steeds meer sociaal isoleren. Hij werd verslaafd aan pijnstillers, zoals codeïne en andere medicijnen en leefde als een kluizenaar in verduisterde kamers. Hoewel hij op afroep over een kapper kon beschikken liet Hughes zijn haar en zijn nagels hoogstens één keer per jaar knippen. Hij had diverse artsen in dienst, maar raadpleegde ze zelden en volgde hun adviezen niet op. Hij gebruikte lege dozen van Kleenex tissues als schoenen en zou zijn urine in flessen bewaren, al is het niet zeker of hij dat permanent deed of alleen een keer toen het toilet was overgelopen. Hij wikkelde alles wat hij moest aanraken in papieren handdoekjes, om zichzelf te beschermen tegen bacillen. Als jonge man had hij syfilis opgelopen en sommige van zijn biografen schrijven zijn vreemde gedrag toe aan het derde stadium van deze ziekte.

## Latere jaren
Met zijn hofhouding verhuisde Hughes van hotel naar hotel, van Beverly Hills Hotel naar Boston, van Boston naar Las Vegas. Toen hij bang werd dat de Desert Inn hem op straat zou zetten kocht hij het hele hotel op, tezamen met diverse andere hotels en casino's (Castaways, New Frontier, Landmark, Sands en Silver Slipper). Hij moderniseerde Las Vegas door een groot deel van de stad van de maffia over te nemen. Hij kocht televisiezenders als KLAS-TV in Las Vegas, zodat er altijd iets voor hem op televisie was, als hij wegens slapeloosheid de hele nacht op bleef. Zijn favoriete film in de laatste jaren van zijn leven schijnt Poolbasis Zebra te zijn geweest, naar het gelijknamige boek van Alistair MacLean. Hij liet de film eindeloos afdraaien in zijn huisbioscoop. Zijn personeel kon op het laatst de muziek van de film niet meer aanhoren.
Hughes' aanzienlijke belangen in bedrijven werden in de gaten gehouden door een kleine groep ondergeschikten die soms de "Mormonenmaffia" werd genoemd, omdat de groep voor een groot deel uit leden van de Mormoonse kerk bestond. Ze handelden niet alleen de dagelijkse gang van zaken af, maar probeerden ook aan Hughes' bizarre wensen tegemoet te komen. Zo hield Hughes erg van een bepaald merk bananen-notenijs en zijn bedienden zaten dan ook met hun handen in het haar, toen ze hoorden dat de fabriek in Los Angeles de productie van deze smaak zou staken. Ze plaatsten nog snel een megabestelling van het ijs. Enkele dagen nadat het in Las Vegas was aangekomen, liet Hughes zijn ondergeschikten weten dat hij genoeg had van bananen-notenijs. Voortaan wilde hij alleen vanille-ijs. Nog jarenlang aten zijn personeelsleden en hun gezinnen en kennissen gratis bananen-notenijs.
In Nevada oefende Hughes veel macht uit. Toch had ook zijn invloed grenzen. Hughes was bang voor de gevolgen van de atoomproeven die in de woestijn van Nevada werden gehouden en vroeg zijn medewerkers om president Lyndon B. Johnson en later Richard Nixon een miljoen dollar te bieden voor het beëindigen van de proeven. Hughes' medewerkers probeerden de presidenten echter niet om te kopen, maar lieten Hughes weten dat Johnson het aanbod had afgewezen en dat ze Nixon niet konden bereiken.
Terwijl hij steeds verder achteruit ging verhuisde Hughes naar de Bahama's, Vancouver, Londen en andere plaatsen. Hij verbleef altijd in een penthouse met verduisterde ramen. Als hij het hotel ten slotte verliet, moest het vaak geheel worden opgeknapt.
In 1971 scheidde hij voor de wet van Jean Peters; het paar leefde overigens al jaren gescheiden. Ze ging akkoord met een levenslange alimentatie van zeventigduizend dollar per jaar met inflatiecorrectie en ze zag af van alle claims op Hughes' bezittingen. Hoewel Hughes normaal erg paranoïde was, eiste hij tot verbazing van zijn ondergeschikten geen geheimhouding van Peters. Peters weigerde te vertellen over haar leven met Hughes en wees diverse lucratieve aanbiedingen om dat wel te doen af. Ze zei alleen dat ze Hughes voor de scheiding in geen jaren had gezien.
In 1972 beweerde de schrijver Clifford Irving dat hij medeauteur was van een geautoriseerde autobiografie van Hughes. Het veroorzaakte een sensatie in de mediawereld. Omdat Hughes in afzondering leefde, aarzelde hij om Irving te veroordelen, waardoor velen geloof schonken aan diens beweringen. In een van de zeer schaarse telefoongesprekken die Hughes voerde, ontkende hij vlak voor publicatie van Irvings boek diens hele verhaal. Irving kwam later veertien maanden achter de tralies.

## Overlijden

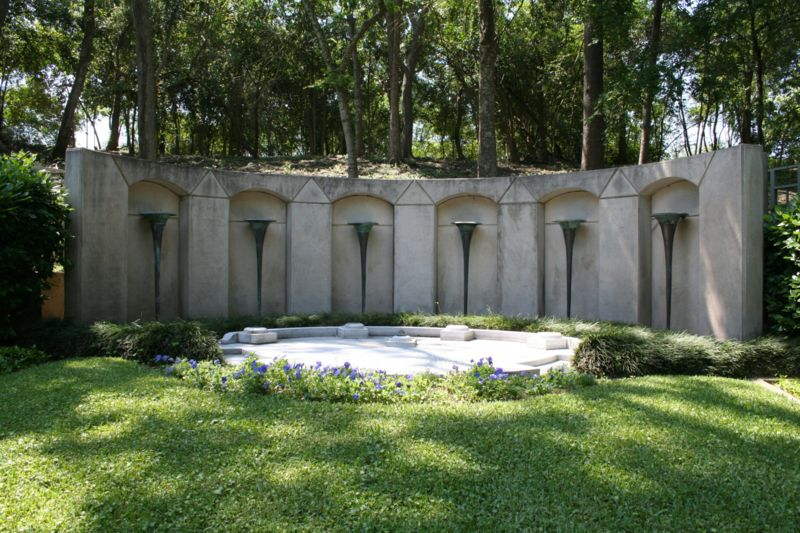
Familiegraf van de Hughes, Glenwood Cemetery te Houston

Op 5 april 1976 stierf Hughes, op 70-jarige leeftijd, aan boord van een vliegtuig, terwijl hij op weg was van zijn penthouse in Mexico naar het Methodist Hospital in Houston. Hij was zo onherkenbaar dat de FBI erop stond vingerafdrukken te gebruiken om Hughes' stoffelijk overschot te identificeren. Uit de autopsie bleek dat nierfalen de doodsoorzaak was. Zijn lichaam was in bijzonder slechte conditie. Op röntgenfoto's waren afgebroken injectienaalden te zien die in zijn armen zaten.
Howard Hughes is begraven op Glenwood Cemetery in Houston.

### Erfenis
Hughes liet 360 miljoen dollar na. Een zekere Melvin Dummar beweerde dat hij in 1975 Howard Hughes had meegenomen als lifter en dat Hughes hem na afloop van de reis zijn hele vermogen had nagelaten. Maar na diverse rechtszittingen bleek dat Dummars beweringen frauduleus waren. De film Melvin and Howard (1980) gaat over dat verhaal.
Ook diverse andere mensen claimden Hughes' nalatenschap. Na jarenlange processen werd de erfenis ten slotte in 1983 verdeeld over 22 verwanten. Hughes Aircraft bleef eigendom van het Hughes Medical Institute en werd in 1985 voor 5 miljard dollar aan General Motors verkocht.
In 1984 betaalden de erfgenamen actrice Terry Moore een bedrag. De hoogte bleef geheim. Moore beweerde dat ze in 1949 in het geheim met Hughes was getrouwd en dat ze nooit waren gescheiden. Ze schreef een boek over haar relatie met Hughes, onder de titel The Beauty and the Billionaire.

## Filmografie
- Two Arabian Knights (1927)
- The Racket (1928)
- Hell's Angels (1930)
- The Front Page (1931)
- Sky Devils (1932)
- Scarface (1932)
- The Outlaw (1943)
- The Sin of Harold Diddlebock (1947)
- Vendetta (1950)
- His Kind of Woman (1951)
- Macao (1952)
- Son of Sinbad (1955)
- The Conqueror (1956)
- Jet Pilot (1957)

## Populaire cultuur
Er zijn talloze boeken over Hughes geschreven. Over het leven van Hughes zijn meerdere films gemaakt:
- The Amazing Howard Hughes (1977); regie William A. Graham, met Tommy Lee Jones als Howard Hughes.
- The Aviator (2004); regie Martin Scorsese, met Leonardo DiCaprio als Howard Hughes.
- The Hoax (2006); regie Lasse Hallström.
- Citizen Kane was oorspronkelijk op zijn leven geïnspireerd, voordat elementen van Randolph Hearst toegevoegd werden.[18]
- Howard Stark is een personage van Marvel. Stark is een uitvinder, piloot en playboy. Hij is grotendeels geïnspireerd op Howard Hughes.
- In  The Wall Street Shuffle (1974) van 10CC wordt Howard Hughes genoemd: "Oh, Howard Hughes, did your money make you better? Are you waiting for the hour when you can screw me? 'Cause you're big enough."

- Bibsys: 90958759
- Biblioteca Nacional de Chile: 000645431
- Biblioteca Nacional de España: XX1306668
- Bibliothèque nationale de France: cb119875388 (data)
- CiNii: DA01409756
- Gemeinsame Normdatei: 118707922
- International Standard Name Identifier: 0000 0001 2122 9806
- Library of Congress Control Number: n79043370
- MusicBrainz: 64fddd71-ef30-4d3f-b327-db1880cea67a
- National Archives and Records Administration: 10580586
- Bibliotheek van het Japanse parlement: 00620843
- Nationale Bibliotheek van Tsjechië: xx0004016
- Nationale bibliotheek van Australië: 35914231
- Nationale Bibliotheek van Israël: 987007277741205171
- Nationale Bibliotheek van Polen: a0000001183911
- Nederlandse Thesaurus van Auteursnamen: 071990372
- SNAC: w6805cb7
- Système universitaire de documentation: 027940454
- Trove: 1143804
- Union List of Artist Names: 500278146
- Virtual International Authority File: 19686679
- WorldCat: E39PBJw4Gvd8FftqtcGY4c6R8C